# 球根老鹳草
球根老鹳草（学名：Geranium transversale）是牻牛儿苗科老鹳草属的植物。分布于乌兹别克斯坦、哈萨克斯坦、吉尔吉斯、塔吉克斯坦以及中国大陆的新疆等地，生长于海拔700米至1,900米的地区，一般生于山前荒漠和草原，目前尚未由人工引种栽培。